# Lubina (Eslováquia)
Lubina (em húngaro: Lobonya) é um município da Eslováquia, situado no distrito de Nové Mesto nad Váhom, na região de Trenčín. Tem 29,43 km² de área e sua população em 2018 foi estimada em 1.460 habitantes.

## Demografia
| Ano:        | 1994 | 2004   | 2014   | 2024   |
| ----------- | ---- | ------ | ------ | ------ |
| Broj ljudi: | 1561 | 1465   | 1385   | 1505   |
| Razlika:    |      | -6,14% | -5,46% | +8,66% |

| Ano:               | 2023 | 2024   |
| ------------------ | ---- | ------ |
| Número de pessoas: | 1478 | 1505   |
| Diferença:         |      | +1,82% |